# 劇場版 咒術迴戰 0
《劇場版 咒術迴戰 0》是2021年12月24日上映的日本動畫電影，由朴性厚導演，MAPPA進行動畫製作，改編自芥見下下的原著漫畫《東京都立咒術高等專門學校》。故事為《咒術迴戰》的前傳，主角為乙骨憂太，描述乙骨憂太經歷青梅竹馬祈本里香喪生化為特級咒靈、被咒術師五條悟引領至東京咒術高等專門學校求學後的經歷。
電影發行後，在日本收獲138億日圓票房的佳績，全球票房總計1.96億美元，同時獲得正面為主的評價，特別是主角的心路歷程、鮮明的角色刻畫、視覺與動作場面獲得稱譽。本片入圍第45屆日本電影學院獎的最佳動畫獎。

## 劇情大綱
2016年11月，16歲的乙骨憂太因被特級咒靈祈本里香附身，在被同學欺凌時導致對方受重傷，被咒術界判了死刑。祈本里香生前是乙骨憂太的戀人，在6年前去世，並自此成為咒靈附身在乙骨身上。在咒術師五條悟的幫助下，死刑暫緩，乙骨亦在2017年轉學到東京咒術高等專門學校就讀一年級，以找出解除里香詛咒的方法。他雖未學會控制咒力，但因身懷特級咒靈而被評為特級咒術師。他在那裏認識了同級同學禪院真希、狗卷棘、貓熊，並跟他們多次在校外合作祓除咒靈。過了一年，乙骨學會了控制咒力的方法，也跟同學們成為了朋友。
夏油傑是四名特級咒術師之一，也是五條在學生時期的摯友。他的目標為創造只有咒術師的世界，因大量虐殺一般人而被逐出咒術界。2017年12月24日，他發起「百鬼夜行」攻勢，在東京新宿和京都放出數千咒靈，以拖住咒術界大部份人員，趁機到咒術高專奪取力量極為龐大的里香。乙骨看到為阻擋夏油而身受重傷的真希、狗卷、貓熊三人，勃然大怒，叫出里香對抗夏油。他憑着里香的力量，跟夏油打得平分秋色，並在最後以自己的生命為代價跟里香締結契約，成功擊退夏油。
乙骨打算交出自己生命時，驚訝地發現里香的詛咒已經解除。原來乙骨是日本三大怨靈之一菅原道真的後代，里香的詛咒是乙骨在拒絕她死亡時，無意識下的產物。在乙骨和里香兩人都同意後，詛咒就會自然解除。乙骨跟終於得以成佛的里香告別，然後繼續他在咒術高專的生活。

## 登場角色
| 角色         | 配音員                                         | 配音員                             | 配音員              | 備註     |          |
| 角色         | 日本                                           | 臺灣                               | 美国                | 備註     |          |
| 主要角色     | 主要角色                                       | 主要角色                           | 主要角色            | 主要角色 | 主要角色 |
| ------------ | ---------------------------------------------- | ---------------------------------- | ------------------- | -------- | -------- |
| 乙骨憂太     | 緒方惠美                                       | 錢欣郁                             | Kayleigh McKee      |          |          |
| 祈本里香     | 花澤香菜                                       | 穆宣名                             | Anairis Quiñones    |          |          |
| 五條悟       | 中村悠一                                       | 李世揚                             | Kaiji Tang          |          |          |
| 夏油傑       | 櫻井孝宏                                       | 宋昱璁                             | Lex Lang            |          |          |
| 禪院真希     | 小松未可子                                     | 張乃文                             | Allegra Clark       |          |          |
| 狗卷棘       | 內山昂輝                                       | 喬資淯                             | Xander Mobus        |          |          |
| 熊貓         | 關智一                                         | 梁興昌                             | Matthew David Rudd  |          |          |
| 夏油一派     |                                                |                                    |                     |          |          |
| 枷場美美子   | 松田利冴                                       | 連思宇                             | Sarah Anne Williams |          |          |
| 枷場菜菜子   | 松田颯水                                       | 楊詩穎                             | Ryan Bartley        |          |          |
| 菅田真奈美   | 伊藤靜                                         | 穆宣名                             | Laura Post          |          |          |
| 拉魯         | 速水獎                                         | 喬資淯                             |                     |          |          |
| 米格爾       | 山寺宏一                                       | 宋克軍                             | Bill Butts          |          |          |
| 東京咒術高專 |                                                |                                    |                     |          |          |
| 伊地知潔高   | 岩田光央                                       | 梁興昌                             | Chris Tergliafera   |          |          |
| 夜蛾正道     | 黑田崇矢                                       | 宋克軍                             | Keith Silverstein   |          |          |
| 家入硝子     | 遠藤綾                                         | 楊詩穎                             | Ryan Bartley        |          |          |
| 新田明       | 德井青空                                       | 連思宇                             | Sarah Anne Williams |          |          |
| 日下部篤也   | 三木真一郎                                     | 喬資淯                             | Kirk Thornton       |          |          |
| 京都咒術高專 |                                                |                                    |                     |          |          |
| 東堂葵       | 木村昴                                         | 李世揚                             | Xander Mobus        |          |          |
| 加茂憲紀     | 日野聰                                         | 宋克軍                             | Landon McDonald     |          |          |
| 西宮桃       | 釘宮理惠                                       | 張乃文                             | Tara Sands          |          |          |
| 禪院真依     | 井上麻里奈                                     | 連思宇                             | Laura Post          |          |          |
| 三輪霞       | 赤崎千夏                                       | 楊詩穎                             | Allegra Clark       |          |          |
| 究極機械丸   | 松岡禎丞                                       | 宋昱璁                             | Keith Silverstein   |          |          |
| 其他咒術師   |                                                |                                    |                     |          |          |
| 七海建人     | 津田健次郎                                     | 梁興昌                             | David Vincent       |          |          |
| 冥冥         | 三石琴乃                                       | 張乃文                             | Amber Lee Connors   |          |          |
| 豬野琢真     | 林勇                                           | 李世揚                             | Lucien Dodge        |          |          |
| 其他角色     |                                                |                                    |                     |          |          |
| 乙骨的同學   | 山下大毅                                       | 宋克軍                             |                     |          |          |
| 齋藤女兒     | 直田姬奈                                       |                                    |                     |          |          |
| 齋藤母親     | 藤生聖子                                       | 連思宇                             |                     |          |          |
| 金森         | 高岡瓶瓶                                       | 宋克軍                             |                     |          |          |
| 真希的母親   | 日野由利加                                     | 楊詩穎                             |                     |          |          |
| 咒術總監部   | 向井修 吉富英治 山本格                         | 宋克軍 梁興昌 宋昱璁               |                     |          |          |
| 咒術師       | 藤井隼 藤翔平 田所陽向 內田修一 依田菜津       | 喬資淯 梁興昌 宋克軍 江志倫 楊詩穎 |                     |          |          |
| 過路人       | 野瀨育二 間宮康弘 井之上潤 大西弘祐 阿部菜摘子 | 梁興昌 宋克軍 宋昱璁 喬資淯 楊詩穎 |                     |          |          |

## 製作、消息公佈
2021年3月27日，在播放《咒術迴戰》動畫第一季最終話時宣佈製作劇場版動畫「咒術迴戰 0」。6月13日，在活動中公開預告視覺圖及宣佈12月24日上映，而原著故事中的事件「百鬼夜行」也是發生在12月24日。7月30日，宣佈乙骨的聲優由緒方惠美擔任。10月20日，宣佈里香的聲優由花澤香菜擔任。11月5日，公開預告片。12月2日，宣佈本片將以IMAX版本上映。

### 製作人員
- 原作：《咒術迴戰 0 東京都立咒術高等專門學校》芥見下下（集英社 Jump Comics刊）
- 導演：朴性厚
- 編劇：瀨古浩司
- 人物設計：平松禎史
- 副導演：梅本唯
- 美術監督：東潤一
- 色彩設計：鎌田千賀子
- CG製作人：淡輪雄介
- 3DCG導演：木村謙太郎
- 攝影監督：伊藤哲平
- 剪輯：柳圭介
- 音響監督：藤田亞紀子（日语：藤田亜紀子）
- 音樂：堤博明（日语：堤博明）、照井順政（日语：haisuinonasa）、
- 音樂製作人：小林健樹
- 動畫製作人：瀨下惠介
- 動畫製作：MAPPA
- 製作：東寶、集英社、MAPPA、Sumzap、MBS
- 發行商：東寶[13]

## 主題曲

### 片頭曲
一途
主唱：King Gnu，作詞、作曲：常田大希

### 片尾曲
逆夢
主唱：King Gnu，作詞、作曲：常田大希

### OST
作曲：堤博明、照井順政、

## 發行
日本最早場次為2021年12月24日電影上映當日的凌晨0時，於7個城市14家戲院，共上映58場；原定上映28場，但由於門票即日售罄，於是增添場次。上映首天，Toho Cinemas新宿上映49場，新宿Wald 9上映40場。日本全國有418家戲院以IMAX格式上映該片，並於2022年2月5日在全國85家戲院上映MX4D、4DX和杜比影院版本。
2021年12月19日，羚邦集團公佈，羚邦將在亞洲、中國大陸、香港、澳門及台灣發行及代理《劇場版 咒術迴戰 0》。

### 各地首映
| 上映地點   | 日期           |
| ---------- | -------------- |
| 日本       | 2021年12月24日 |
|            | 2022年2月17日  |
| 臺灣       | 2022年2月24日  |
| 新加坡     | 2022年3月10日  |
| 马来西亚   | 2022年3月10日  |
| 汶莱       | 2022年3月10日  |
| 印度尼西亞 | 2022年3月16日  |
| 蒙古国     | 2022年3月18日  |
| 越南       | 2022年4月15日  |
| 柬埔寨     | 2022年4月29日  |
| 香港       | 2022年5月19日  |
| 澳門       | 2022年5月19日  |

| 上映地點 | 日期          |
| -------- | ------------- |
| 美国     | 2022年3月18日 |
| 加拿大   | 2022年3月18日 |

| 上映地點 | 日期          |
| -------- | ------------- |
|          | 2022年3月18日 |
| 新西兰   | 2022年3月18日 |

## 票房

### 日本
2021年12月24日電影上映首天，凌晨0時的場次共有1.5萬名觀眾入場，截至下午3時的入場觀影人數超過100萬人，從週末3天的票房數字預測總票房必定會超過100億日圓，但未能預測實際數字。本片首週週末觀眾動員數113.6萬人、票房16.2億日圓。上映3天累計觀眾動員數190.8萬人、票房26.9億日圓，在日本影史上僅次於2020年10月上映的《鬼滅之刃劇場版 無限列車篇》。
|                                      | 觀影人數 （萬人） | 觀影人數 （萬人） | 觀影人數 （萬人） | 票房 （億日圓） | 票房 （億日圓） | 備註                                                                                              |
| 週末                                 | 週末              | 累積              | 週末              | 累積            |                 | 備註                                                                                              |
| ------------------------------------ | ----------------- | ----------------- | ----------------- | --------------- | --------------- | ------------------------------------------------------------------------------------------------- |
| 第1星期週末 （2021年12月25日、26日） | 第1名             | 113.6             | 190.8             | 16.2            | 26.9            | 本片首週週末觀眾動員數113.6萬人、票房16.2億日圓，上映3天累計觀眾動員數190.8萬人、票房26.9億日圓。 |
| 第2星期週末 （2022年1月1日、2日）    | 第1名             | 47.3              | 431.4             | 6.2             | 58.7            | 上映11天累計觀眾動員數431.4萬人、票房58.7億日圓。                                                 |
| 第3星期週末 （2022年1月8日、9日）    | 第2名             | 44.9              | 567.2             | 6.4             | 77.1            | 上映18天累計觀眾動員數567.2萬人、票房77.1億日圓。                                                 |
| 第4星期週末 （2022年1月15日、16日）  | 第2名             | 32.2              | 628.8             | 4.5             | 85.7            | 上映24天累計觀眾動員數628.8萬人、票房85.7億日圓。                                                 |
| 第5星期週末 （2022年1月22日、23日）  | 第1名             | 28.8              | 681.2             | 4.0             | 93.1            | 上映31天累計觀眾動員數681.2萬人、票房93.1億日圓。                                                 |
| 第6星期週末 （1月29日、30日）        | 第1名             | 16.9              | 719.1             | 2.4             | 98.4            |                                                                                                   |
| 第7星期週末 （2月5日、6日）          | 第1名             | 26.3              | 760.4             | 4.2             | 104.6           |                                                                                                   |
| 第8星期週末 （2月12日、13日）        | 第1名             | 15.9              | 800.0             | 2.3             | 110.9           |                                                                                                   |
| 第9星期週末 （2月19日、20日）        | 第1名             | 21.3              | 834.2             | 3.4             | 116.2           |                                                                                                   |
| 第10星期週末 （2月26日、27日）       | 第1名             | 12.1              | 866.9             | 1.8             | 121.1           |                                                                                                   |
| 第11星期週末 （3月5日、6日）         | 3位               | 8.7               | 886.0             | 1.3             | 124.0           |                                                                                                   |
| 第12星期週末 （3月12日、13日）       | 4位               |                   | 907.6             | 1.9             | 127.1           |                                                                                                   |
| 第13星期週末 （3月19日、20日）       | 5位               |                   | 928.8             | 1.0             | 129.6           |                                                                                                   |
| 第14星期週末 （3月26日、27日）       | 6位               |                   | 938.7             | 0.7             | 131.6           |                                                                                                   |

| 上一届： 《駭客任務：復活》     | 2021年日本週末票房冠軍 第52週  | 下一届： 不適用                    |
| 上一届： 不適用                 | 2022年日本週末票房冠軍 第1週   | 下一届： 《蜘蛛人：無家日》        |
| 上一届： 《行骗天下JP：英雄篇》 | 2022年日本週末票房冠軍 第4-9週 | 下一届： 《大雄的宇宙小戰爭 2021》 |

### 臺灣
2022年2月24日於臺灣首映後，首日票房為新臺幣1662.4萬元，票房上映首6天票房破新臺幣1億元。上映11天票房破新臺幣1.5億元。上映24天票房破2億元。最終票房為新臺幣2億3230萬元。
| 上一届： 《秘境探險》 | 2022年台北週末票房冠軍 第9週 | 下一届： 《蝙蝠俠》 |

### 北美
本片於2022年3月18日周五在美國上映，首周末共有2,336家劇院放映本片，以日本動畫來說算很多。周四預映進帳288萬美元，周五當天的票房為579.8萬美元。周五至周日的三天周末票房為1769萬美元，僅次於上映第三周的《蝙蝠俠》，並與去年《鬼滅之刃劇場版 無限列車篇》在美國的首周末票房（2120萬美元）相去不遠。第二個周末票房486萬美元，票房累積2772萬美元。

## 相關商品

### 小說
劇場版的小說版於上映同日，即12月24日出版，作者是曾執筆《咒術迴戰》小說的。出版首週，以約18,100本的銷量在Oricon公信榜輕小說週榜排名第1位。
| 卷數 | 集英社 | 集英社         | 集英社                 | 東立出版社            | 東立出版社    | 東立出版社             |
| 卷數 | 書名   | 發售日期       | ISBN                   | 書名                  | 發售日期      | ISBN                   |
| ---- | ------ | -------------- | ---------------------- | --------------------- | ------------- | ---------------------- |
| 全   | [ 62 ] | 2021年12月24日 | ISBN 978-4-08-703519-3 | 劇場版小說 咒術迴戰 0 | 2022年3月31日 | ISBN 978-957-26-8932-5 |

### 特典
官方於2021年12月4日宣布，入場限定特典將是一份名為《咒術迴戰 0.5 東京都立咒術高等專門學校》的小冊子，收錄芥見繪製的9頁新作漫畫，描寫乙骨和一年級生的日常。其他內容還有《咒術迴戰 0》第一話的初期分鏡、芥見一問一答、劇場版設定資料和講評。官方將準備500萬份在日本全國發送。

## 迴響

### 評價
《劇場版 咒術迴戰 0》獲得日本國內和海外地區的正面評價，爛番茄根據44條評論（43條好評，1條差評），獲得98%的「新鮮度」，平均得分7.8/10，觀眾評比98%，平均得分4.8/5。Metacritic收录7条评论，平均得分72/100。網際網路電影資料庫上，本片獲得的平均分數為7.9（滿分10分）。
《IGN》的拉斐爾·莫塔馬約（英語：Rafael Motamayor）讚揚這部電影，稱本片「既是對動畫的獨立介紹，也是對熟悉這個世界的人來說令人滿意的前傳。憑藉令人驚嘆的動畫、複雜而令人難忘的角色以及完整的恐怖圖像，這是一段時間以來最好的少年動畫電影之一。」。《衛報》的芳樂（英語：Phuong LeMar）撰文評論本片「這部令人眼花繚亂的成長故事集血腥、動感和悲喜劇於一身，透過恐怖幻想的鏡頭巧妙地思考了與過去的創傷達成和解的棘手過程。」。《洛杉磯時報》的麥克·奧多納（英語：Michael Ordona）則稱讚本片「場景畫得令人印象深刻。影片的取景、光影和色彩都極具表現力。這些生物設計得很有創意，有時會很奇怪，很有趣。」。
2022年5月，在《漫畫書資源網》彙整的爛番茄精選最佳日本動畫電影榜單裡排名第6名。本片在爛番茄的2022年度金番茄獎榜單，列名年度最佳動畫第五名，和位居第六名的《龍與雀斑公主》、第十名的《七龍珠超 超級英雄》是唯三入榜的日本動畫電影。2023年3月，本片在爛蕃茄發表「根據爛番茄評論家評比，100部不限時間的最佳日本動畫電影」排行榜名列第5名。

### 獎項
| 提名獎項清單 | 提名獎項清單                            | 提名獎項清單                 | 提名獎項清單          | 提名獎項清單 | 提名獎項清單    |
| 年份         | 主辦單位                                | 項目                         | 提名人或得獎人        | 結果         | 參考來源        |
| ------------ | --------------------------------------- | ---------------------------- | --------------------- | ------------ | --------------- |
| 2022年       | 第45屆日本電影學院獎                    | 最佳動畫獎                   | 《劇場版 咒術迴戰 0》 | 提名         | [ 76 ]          |
| 2022年       | 第40屆金毛獎                            | 優秀銀賞                     | 《劇場版 咒術迴戰 0》 | 獲獎         | [ 註 1 ]        |
| 2022年       | 第40屆金毛獎                            | 全興連特別賞                 | 《劇場版 咒術迴戰 0》 | 獲獎         | [ 77 ] [ 註 2 ] |
| 2022年       | Manga Barcelona Awards                  | 最佳動畫電影                 | 《劇場版 咒術迴戰 0》 | 獲獎         | [ 78 ]          |
| 2023年       | VFX-JAPAN獎                             | 劇場公開動畫電影部門最優秀賞 | 《劇場版 咒術迴戰 0》 | 待定         | [ 79 ]          |
| 2023年       | Anime Grand Prix                        | 最佳動畫                     | 《劇場版 咒術迴戰 0》 | 獲獎         | [ 80 ]          |
| 2023年       | Anime Grand Prix                        | 最佳男性角色                 | 乙骨憂太              | 提名         | [ 80 ]          |
| 2023年       | Anime Grand Prix                        | 最佳男性角色                 | 五條悟                | 提名         | [ 80 ]          |
| 2023年       | 第7屆Crunchyroll動畫獎                  | 最佳動畫電影                 | 《劇場版 咒術迴戰 0》 | 獲獎         | [ 81 ]          |
| 2023年       | 第1屆新潟國際動畫電影節                 | 大川＝蕗谷獎                 | 《劇場版 咒術迴戰 0》 | 獲獎         | [ 註 3 ]        |
| 2023年       | 第9屆動畫趨勢獎（Anime Trending Award） | 年度動畫電影獎               | 《劇場版 咒術迴戰 0》 | 提名         | [ 83 ]          |

## 備註
1. ↑  與《名偵探柯南：萬聖節的新娘》、《Kingdom 2: To Distant Lands》、《新·超人力霸王》並列[77]
2. ↑  與《ARASHI Anniversary Tour 5×20 FILM “Record of Memories》、《劇場版 五等分的新娘》、《PLAN 75》並列
3. ↑  與《鬼滅之刃劇場版 無限列車篇》、《THE FIRST SLAM DUNK》、《犬王_(動畫電影)》、《漁港的肉子》並列獲獎[82]

## 外部連結
- 官方网站（日語）
- 劇場版 咒術迴戰 0（movie）在動畫新聞網百科全書中的資料（英文）
- 互联网电影数据库（IMDb）上《劇場版 咒術迴戰 0》的资料（英文）